# Сульфид рения(II)
Сульфид рения(II) — неорганическое соединение, соль металла рения и сероводородной кислоты с формулой ReS,
чёрный аморфный порошок,
не растворимый в воде.

## Получение
- Восстановление оксида рения(VI) смесью водорода и сероводорода:

{\displaystyle {\mathsf {ReO_{3}+2H_{2}+H_{2}S\ {\xrightarrow {90^{o}C}}\ ReS+3H_{2}O}}}

## Физические свойства
Сульфид рения(II) образует чёрный аморфный порошок.
Не растворяется в воде.

## Химические свойства
- Реагирует с серой:

{\displaystyle {\mathsf {ReS+S\ {\xrightarrow {300-500^{o}C}}\ ReS_{2}}}}
- Диспропорционирует при нагревании в вакууме:

{\displaystyle {\mathsf {ReS\ {\xrightarrow {680^{o}C}}\ Re+ReS_{2}}}}
- Окисляется во влажном воздухе

{\displaystyle {\mathsf {4ReS+9O_{2}+4H_{2}O\ {\xrightarrow {}}\ 2HReO_{4}+2HReO_{3}S+2H_{2}SO_{4}}}}